# سیف‌الله جواهری
سیف‌الله جواهری (درگذشتهٔ ۲۸ شهریور ۱۳۸۸) کشتی‌گیر و جودوکار ایرانی بود. او اولین مدال طلای جودوی ایران را در رقابت ارتش‌های جهان در استراسبورگ فرانسه در سال ۱۳۵۷ به دست آورد.
افتخارات دیگر او عبارت‌اند از: نایب‌قهرمانی در مسابقات بلغارستان (کشتی آزاد)، رقابت در جام جهانی لاس پالماس و کسب مدال جهانی در کشتی سامبو.